# 井上芳保
井上 芳保（いのうえ よしやす、1956年〈昭和31年〉 - ）は、日本の社会学者。元札幌学院大学社会情報学部教授。専攻は臨床社会学（ルサンチマンの社会に及ぼす影響）、自我の社会学。

## 経歴
- 1956年、北海道小樽市生まれ[2]。
- 1975年3月、北海道苫小牧東高等学校卒業[3]。
- 1981年3月、東京学芸大学教育学部初等科教育教員養成課程社会科選修卒業[4]。
- 1983年3月、東京学芸大学大学院教育学研究科修士課程修了（教育学修士）[2]。
- 1983年4月 - 1991年3月、茨城大学人文学部助手[5]。
- 1991年4月、札幌学院大学社会情報学部助教授[5]。
- 1998年4月 - 2012年3月、札幌学院大学社会情報学部教授[5]。

## 研究活動
2009年度から2011年度までの3年間、文部科学省科学研究費補助金の援助を受け「健康不安意識と医療資源の不均等配分の是正に関する社会学的研究」を行った（基盤研究(C)、研究課題番号：21530546）。

## 主張
HPVワクチンを中心にワクチンの有効性や安全性に強い疑問を呈し、積極的な接種推進や政策を批判する立場を取っている。著書や論文、ウェブ寄稿などで、HPVワクチンは従来のワクチンと原理が異なり必要性や有用性が乏しく危険性が高い上、重篤な副反応が多発しているとし、国や製薬会社、WHOの利権や政治的な裏取引によって非科学的かつ理不尽な政策として推進されていると繰り返し批判している。

## 所属学会
- 日本社会学会
- 北海道社会学会
- 関東社会学会
- 日本社会臨床学会
- 社会情報学会

## 著作・論文

### 単著
- 『つくられる病：過剰医療社会と「正常病」』筑摩書房、2014年9月
- 『犠牲になる少女たち：子宮頸がんワクチン接種被害の闇を追う』現代書館、2017年5月
- 『鬼滅の社会学：家族愛・武士道から〈侠の精神〉の復権まで』筑摩書房、2022年8月

### 共編著
- 『「心の貧しさ」を考える』（共著）
- 『増補改訂版「心の貧しさ」を考える』（共著）
- 『「心のケア」を再考する』（編著）、現代書館、2003年3月
- 『社会運動と文化』（野宮大志郎編著）
- 『カウンセリング・幻想と現実（上）』（共著）
- 『セックスという迷路：セクシュアリティ文化の社会学』（編著）長崎出版、2008年4月
- 『健康不安と過剰医療の時代』（編著）、長崎出版

### 論文・寄稿・インタビュー
- 「現代におけるルサンチマン処理産業の社会的機能」（文部省科学研究費研究成果報告書）
- 『思想』773号（「ルサンチマン社会学の構想」）
- 『現代思想』28巻9号（「牧人＝司祭型のカウンセリングを超えて」）
- 『現代の理論』11号（「接種の積極勧奨を再開させてはならない：子宮頸がんワクチン接種被害事件をめぐって」）、2017年2月
- 『保健医療社会学論集』28巻2号（「先制医療への意志は「正常病」の症状かもしれない：HPVワクチン接種被害事件を糸口として」)、2018年1月
- 『季刊社会運動』No.435（「正常であらねばならない「正常病」から逃れるために」）、2019年7月
- 『医薬品の裏側 クスリの飲み方を考える』（「『正常病』から、逃れるために」）、ほんの木、2019年7月
- 『現代の理論』21号（「医師たちはHPVワクチンをどれくらい知っているのか」）、2019年11月
- 『社会臨床雑誌』28巻（「シンポジウム 子宮頸がんワクチン接種被害事件を考える 子宮頸がんワクチン(HPVワクチン)接種被害事件の更なる掘り下げと、被害者支援の充実に向けて」）、2020-2021年

ほか